# Sven-Erik Bäck
Sven-Erik Bäck, född 16 september 1919 i Kungsholms församling, Stockholm, död 10 januari 1994 i Oscars församling, Stockholm, var en svensk tonsättare, violinist och pedagog. 

## Biografi
Bäck studerade violin för Charles Barkel, Sven Karpe och komposition för Hilding Rosenberg. Som kompositör lyckades Bäck kombinera den italienska, lyriska atonaliteten hos Luigi Dallapiccola och Luigi Nono med Måndagsgruppens modernistinriktning till ett högst personligt uttryckssätt.  
Bäck var synnerligen aktiv som kammarmusiker både i Kyndel- och Barkelkvartetten och började först framträda som komponist i kammarmusiksällskapet Fylkingen, vars ledande krets han tillhörde. Under krigsåren 1940–1945 tillhörde han den kända Måndagsgruppen där även bland andra Karl-Birger Blomdahl, Hans Leygraf, Ingvar Lidholm, Sven-Eric Johansson och Eric Ericson deltog.
Av hans tidiga kompositioner är Tre kinesiska sånger, Stråkkvartett nr. 2 och Sinfonia da Camera de mest märkvärdiga. Bäck inspirerades mycket av Östen Sjöstrands poesi (Favola, In pricipio) som även låg till grund för kantaten Vid Havets Yttersta Gräns. Sjöstrand skrev också libretto till Bäcks opera Gästabudet.  
Bäck blev ledamot av Kungliga Musikaliska Akademien 1961. Han var även studierektor och lärare vid Sveriges Radios musikskola som 1959 flyttade till Edsbergs slott i Sollentuna.
Bäck finns representerad i Den svenska psalmboken 1986 (inklusive Verbums psalmbokstillägg 2003) med tonsättningen av sju verk (nr 74, 450, 462, 489 a, 589, 710 och 800).
Sven-Erik Bäck är begravd i Värmdö kyrka.

## Priser och utmärkelser
- 1957 – Spelmannen
- 1961 – Ledamot nr 695 av Kungliga Musikaliska Akademien
- 1969 – Grammis för Tranfjädrarna i kategorin "Årets seriösa skiva – med musik före 1960"
- 1972 – Stora Christ Johnson-priset för Movimento II
- 1975 – Deverthska kulturstiftelsens stipendium
- 1980 – Litteris et Artibus
- 1984 – Medaljen för tonkonstens främjande
- 1988 – Rosenbergpriset
- 1991 – Svenska Akademiens stora pris

## Verkförteckning (urval)

### Sceniska verk
- Tranfjädrarna, kammaropera i 5 scener (1957)
- Gästabudet, kammaropera (1958)
- Fågeln, kammaropera (1960)
- Genom jorden, genom havet, balett (1973)

### Orkesterverk
- Stråksymfoni (1951)
- Sinfonia da camera, för kammarorkester (1955)
- Vionlinkonsert (1957/60)
- Violoncellkonsert (1963)
- Intrada (1964)
- Movimenti II (1966)
- O Altitudo (1966)
- Klanger från Sjöängsbotten, för 3 klarinetter, 2 tromboner, piano, 3 gitarrer, slagverk och stråkar (1969)
- Pianokonsert "Ciclos" (1977)
- Stråksymfoni nr 2 (1986)

### Kammarmusik
- Stråkkvartett nr 1 (1945)
- Stråkkvartett nr 2 (1947)
- Stråkkvintett "Exercitier" (1948)
- Sonat för soloflöjt (1949)
- Sonat för två celli (1957)
- Stråkkvartett nr 3 (1962)
- Favola, för klarinett och 5 slagverkare (1962)
- 5 preludier för klarinett och slagverk (1966)
- Decet för träblås- och stråkkvartett (1973)
- Stråkkvartett nr 4 (1984)
- Stråkoktett (1988)
- Tre consorts för 5 brassinstrument (1993)

### Pianoverk
- Air (tidigt 1930-tal)
- Expansiva preludier (1949)
- Sonata alla ricercare (1950)
- Impromptu (1957)
- Sonata in two movements and epilogue (1984)

### Kör
- Agnus dei (för tvåstämmig kör och orgel)
- Som hjorten törstar (1973, SATB)
- Jag är livets bröd (SATB)
- Motetter för kyrkoåret: 
  - Bedjen, och Eder skall varda givet (1961)
  - Den stund nu kommer (1961-1964)
  - Dessa äro de som komma (1961)
  - Icke kommer var och en in i himmelriket (1963)
  - Se, vi gå upp till Jerusalem (1959)
  - Jag är livets bröd
  - Och Ordet vart kött
  - Vaken för den skull
  - Utrannsaka mig
  - Jesus, tänk på mig
  - Natten är framskriden
  - Han blev lydig intill döden
  - Behold, I am making all things new
  - The Transfiguration
  - Herr zu wem sollen wir gehen?
- Motett för tacksägelsedagen (sopran och alt)
- Denna stjärna är för oss alla
- Bibelspråk
- Och detta är domen
- Offertorium. Credo. Kyrie.
- Om nåden
- Onsdag i stilla veckan
- Vi prisar dig vi tillber dig
- Vilket djup av rikedom
- Liten kantat "Den brinnande busken" (orgel och kör)
- Din tro är stark
- Du som gick före oss
- Nåden – Rosina

### Orgel
- Prefation
- Postludium Långfredag 85
- Preludium Långfredag
- Preludium till psalm 38

#### Kör och instrument
- Ett spel om Maria, Jesu moder (soli, kör och orkester, 1958)
- Te Deum (blandad kör, brassensemble och orgel)
- Vaka med mig (orgel och blandad kör)
- Vår Herre ge oss levnadsmod (orgel, trumpet, piano och kör)
- Öde var jorden (kör, brass, slagverk och tape)

### Psalmer
- Herren hörde bön
- Himmelens fönster bröts
- Stjärnans glans
- En såningsman
- Till dig vår herre
- Tisdag i stilla veckan
- En vapenlös Kristus är farlig
- Var alltid glada
- We should not long/Vi skulle inte längta efter ljuset
- Vi kommer till dig med vår längtan
- Vi samlas Herre kring ditt bord
- Vår Gud vill tacka
- Vi är för i hans hjord
- Vi skulle inte längta efter ljuset
- Vi tror på Gud som skapar världen
- Du bar ditt kors
- Att leva av tro

- Den svenska psalmboken 1986
  - 74 Du som gick före oss (tonsatt 1959)
  - 450 Vaka med mig (tonsatt 1969)
  - 462 Tänk om någon känt igen oss (tonsatt 1971)
  - 489a Han kommer, han är nära (tonsatt 1978)
  - 589 Se här bygges Babels torn (tonsatt 1970)

- Psalmer i 90-talet
  - 808 Som gränslösa vidder
  - 809 Kristus, Herre, alla betrycktas konung
  - 812 Herren hörde bön i det öde landet
  - 824 Se, en gåvoflod går fram
  - 826 Gå ut med evangelium
  - 831 Kring detta bord
  - 849 Din Herre lever
  - 856 Här är världen se den vakna
  - 891 En vapenlös Kristus är farlig
  - 901 Den mörka floden

- Verbums psalmbokstillägg (2003)
  - 710 Som gränslösa vidder (tonsatt 1985)
  - 800 Den mörka floden (tonsatt 1959)

- Psalmer i 2000-talet
  - 925 Se, en gåvoflod går fram
  - 936 Din Herre lever
  - 939 Här är världen, se den vakna